# Joey Allen
Joey Allen, pseudonimo di Joseph Alan Cagle (Fort Wayne, 23 giugno 1964), è un chitarrista statunitense, noto come membro dei Warrant.

## Biografia
Nato a Fort Wayne nell'Indiana, ma cresciuto a Irvine in California, Allen forma la band Knightmare II con il chitarrista Erik Turner nel 1979. Turner afferma di aver lasciato la band prima della registrazione del loro unico lavoro, l'EP Death Do Us Part, dove è comunque accreditato come Joe Kagle. Turner forma i Warrant nel 1984 e tre anni dopo, nel 1987, viene raggiunto da Allen.
In un'intervista, il suo compagno di band Erik Turner afferma che "Joey è un musicista più tecnico di me. Non ho mai davvero preso molte lezioni o studiato. Ho imparato soltanto facendo jam con persone diverse, prendendo cose dai dischi o guardando la gente suonare dal vivo. Joey è un vero chitarrista solista, mentre io sono un chitarrista ritmico che suona alcune parti."
Nel maggio 1994, Allen lascia i Warrant per dedicarsi all'attività solista. Durante questo periodo suona in una band chiamata Joey Allen Project. In un'intervista del 1999, rivela di essersene andato perché lo stile musicale dei Warrant stava perdendo popolarità a causa del movimento grunge e non voleva tornare a suonare nei club. Si riunisce ai Warrant dopo dieci anni di lontananza nel 2004.

## Discografia

### Con i Knightmare II
- 1985 – Death Do Us Part EP

### Con i Warrant
- 1989 – Dirty Rotten Filthy Stinking Rich
- 1990 – Cherry Pie
- 1992 – Dog Eat Dog
- 2006 – Born Again
- 2011 – Rockaholic
- 2017 – Louder Harder Faster